# Колла, Жан
Жан Колла́ (фр. Jean Collas; ? — декабрь 1928) — французский перетягиватель каната и регбист, чемпион и серебряный призёр летних Олимпийских игр 1900.
Сначала Колла на Играх соревновался в перетягивании каната. Его команда, проиграв в единственном матче датско-шведской команде, стала серебряным призёром.
В регби Колла входил в сборную Франции, которая, обыграв Германию и Великобританию, заняла первое место в турнире, выиграв золотые медали. Играл на позиции центрового за команду «Расинг Метро 92».